# Desmodora cephalata
Desmodora cephalata är en rundmaskart. Desmodora cephalata ingår i släktet Desmodora, och familjen Desmodoridae. Arten är reproducerande i Sverige.